# کاووس حسن‌لی
کاووس حسن‌لی (زادهٔ ۱ خرداد ۱۳۴۱) شاعر، پژوهشگر، دارندهٔ کرسی حافظ‌پژوهی، مدیر مرکز حافظ‌شناسی و استاد دانشگاه شیراز و زاده روستای قنات نو سرملکی در استان فارس شهر دهبید است.

## زندگی
کاووس حسن‌لی اول خرداد ۱۳۴۱ در خرم‌بید (از شهرستان‌های استان فارس) چشم به دنیا گشود. او در اشاره به سختی‌های دوران کودکی خود می‌نویسد:
«از همان آغاز که چشمان کودکی من در روستای قنات‌نو آرام آرام به روی آب و سبزه و گل باز می‌شد، فقر در خانه گلی ما دندان می‌فشرد و بی هیچ تناسبی هم‌بازی روز و شب ما شده بود. من اگر به ناچار آن روزها با او بالیدم، این روزها اما به راستی به او می‌بالم؛ که از او دریافتنی‌ها دریافتم و آموختنی‌ها آموختم.»
وی تحصیلات مقدماتی را در صفاشهر و دو سال دانشسرا را در آباده گذراند. سپس در سال ۱۳۶۳ به دانشگاه شیراز راه یافت و در رشتهٔ زبان و ادبیات فارسی، دوره‌های کارشناسی، کارشناسی ارشد و دکتری را به پایان برد. در سال ۱۳۷۸ با درجهٔ استادیار عضو هیأت علمی بخش زبان و ادبیات فارسی دانشکده ادبیات و علوم انسانی دانشگاه شیراز شد و در سال ۱۳۸۹ در همان دانشگاه به مرتبهٔ استادی ارتقاء یافت.

حسن‌لی از پژوهشگران پرکاری است که در حوزه‌های گوناگونی قلم زده و آثار ماندگاری به جا نهاده است؛ جایزهٔ «کتاب سال سعدی» برای «فرهنگ سعدی پژوهی» در سال ۱۳۸۱ و جایزهٔ کتاب سال حافظ برای راهنمای موضوعی حافظ‌شناسی در سال ۱۳۸۹ بخشی از کارنامهٔ علمی اوست. حسن‌لی همچنین در زمینهٔ مدیریت در عرصهٔ آموزش و فرهنگ، دارای سابقه‌ای موفق است؛ کارنامهٔ فعالیت‌های اجرایی وی، گواه این مدعاست.

### الف. مجموعه شعر
1. پشت کرشمه‌های مرمره، ترجمه دکتر علی گزل‌یوز (ویرایش دکتر خلیل توکر و احمد چلیک)، انتشارات دماوند، استانبول، ۲۰۱۴.
2. رنگ از رخ تمام قلم‌ها پریده‌است، انتشارات روزگار، تهران، ۱۳۸۲.
3. به لبخند آیینه‌ای تشنه‌ام، انتشارات هفت اورنگ، شیراز، ۱۳۷۹.[۳]
4. دکمه‌های گیج (مجموعه شعر به همراه نقد)، به‌کوشش محمدحسین ابراهیمی، انتشارات کوله‌پشتی، تهران، ۱۳۹۵.
5. لبخند وارونه (مجموعه طنز)، به کوشش دکتر محمد مرادی، انتشارات نوید، شیراز، 1396.
6. من ماه تابانم (شعر کودک)، انتشارات هفت اورنگ، شیراز، ۱۳۷۸.

### ب. آثار تحقیقی، تحلیلی و انتقادی
1. زبان همدلی (شناخت‌نامهٔ شاعران و نویسندگان نامدار ایرانی)، انتشارات دماوند، استانبول، زمستان ۱۳۹۲.
2. آیینهٔ مهرآیین، انتشارات بنیاد فارس‌شناسی و نشر مصطفوی، ۱۳۹۰.
3. دریچهٔ صبح، بازشناسی زندگی و سخن سعدی، انتشارات خانهٔ کتاب، زمستان ۱۳۸۹.
4. یادهایی رها در باد، انتشارات تخت جمشید، زمستان ۱۳۸۹.
5. دفتر نسرین و گل، انتشارات تخت جمشید با همکاری بنیاد فارس شناسی، ۱۳۸۹.
6. کارنامهٔ تحلیلی خیام‌پژوهی(مشترک با دکتر سعید حسامپور)، انتشارات علم، ۱۳۸۹.
7. دیگرگونه خوانی متون گذشته، انتشارات علم، تهران، ۱۳۸۸.
8. راهنمای موضوعی حافظ‌شناسی، انتشارات نوید، شیراز، ۱۳۸۸.
9. غبار زدایی از مسیر تماشا (مجموعهٔ مقالات)، انتشارات روزگار، تهران، ۱۳۸۶.
10. چشمهٔ خورشید، انتشارات آیسسکو، نوید و مرکز حافظ‌شناسی، شیراز، ۱۳۸۵.
11. سادهٔ بسیار نقش، انتشارات علمی فرهنگی و حافظ شناسی، تهران، ۱۳۸۴.
12. وامق و عذرا (بازنویسی و تلخیص)، انتشارات اهل قلم، تهران، ۱۳۸۳.
13. گونه‌های نوآوری در شعر معاصر ایران، نشر ثالث، تهران، ۱۳۸۳. (چاپ ششم:۱401)
14. ورق درخت طوبا، انتشارات مرکز سعدی‌شناسی، شیراز، ۱۳۸۳.
15. گلستان (بازنویسی)، انتشارات اهل قلم، تهران، ۱۳۸۲.
16. شیرین‌تر از قند، انتشارات اهل قلم، ۱۳۸۱، تهران (چاپ دوم: ۱۳۸۲).
17. سخن شیرین پارسی، (مشترک با دکتر اکبر صیادکوه و...) انتشارات سمت، چاپ اول ۱۳۸۱، تهران، (چاپ دهم: ۱۳۸۶).
18. سعدی آتش‌زبان (مجموعه مقالات)، انتشارات هفت اورنگ، شیراز، ۱۳۸۰.
19. فرهنگ سعدی‌پژوهی، انتشارات بنیاد فارس‌شناسی و مرکز سعدی‌شناسی، شیراز، ۱۳۸۰.
20. رستاخیز کلام (مجموعه مقالات ادبی)، انتشارات پیروی، شیراز، ۱۳۷۹.
21. سلسلهٔ موی دوست (مجموعه مقالات)، انتشارات هفت اورنگ، شیراز، ۱۳۷۸.
22. راهنمای موضوعی سعدی‌شناسی (مشترک با لیلا اکبری)، انتشارات دانشگاه شیراز، شیراز، ۱۳۹۱.
23. کارنامهٔ توصیفی نیماپژوهی (مشترک با الهام کرمی‌زاده)، انتشارات هرمس، تهران، ۱۳۹۶.
24. بیدل و انشای تحیر (بازشناسی شعر بیدل دهلوی با شرح سی غزل از پایان دیوانش)، انتشارات معین، تهران، ۱۳۹۹.
25. بیدل و افسون حیرت، انتشارات معین، تهران، 1401.

ت. کتاب‌های ترجمه‌شده
1.    قراءة جديدة في حياة حافظ‌الشيرازي و فكره و اشعاره، مترجم: دكتر شاكر عامري، انتشارات سازمان آيسسكو، مراكش، 2007 (1386).
2.     سعدی شیرازی، Sirazli Sa'di ، مترجمان: خانم‌ها اسرا چاکار و الیف ناموقلو (Elif Namoglu, Esra Cakar)، انتشارات دماوند، استانبول، 2017.
3.     پشت کرشمه‌های مرمره (Marmara'Nın Cilvelerinin Ardında)، مترجم: دکتر علی گزل‌یوز (ویرایش دکتر خلیل توکر و دکتر احمد چلیک)، انتشارات دماوند، استانبول، 2014.
4.    گونه‌های نوآوری در شعر معاصر ایران (Çağdaş İran Şiirinde Yenileşme Tarzları üzerine)، ترجمه‌ی یک فصل (مقدمه)، مترجم: قدیر تورگوت، مطالعات شرقی دانشگاه استانبول، 2011.

### ث. تصحیح نسخه‌های خطی
1. دیوان اشعار شیخ امین الدین بلیانی (مشترک با محمد برکت)، انتشارات فرهنگستان هنر، تهران، ۱۳۸۷.
2. مثنوی وامق و عذرا (مشترک با دکتر کاووس رضایی)، انتشارات روزگار، تهران ۱۳۸۲.
3. مثنوی اشتر نامه (مشترک با دکتر کاووس رضایی)، انتشارات زوار، تهران، ۱۳۸۶.
4. مثنوی مهر و ماه (مشترک با دکتر کاووس رضایی)، انتشارات نوید، شیراز، ۱۳۸۶.
5. مثنوی وصف الحال (مشترک با دکتر کاووس رضایی)، انتشارات نوید، شیراز ۱۳۹۲.
6. تصحیح دیوان بسمل شیرازی (در دست تصحیح).

### یادنامه
1. خاطره‌ها و درنگ‌ها (شناخت‌نامه‌ی علمی و پژوهشی دکتر کاووس حسن‌لی)، به‌کوشش نازیتا برزگر، علی اسکندری و محمدحسین ابراهیمی. انتشارات نوید، شیراز، ۱۳۹۴.
2. لبخند وارونه (طنزها و طنزینه‌های دکتر کاووس حسن‌لی)، به‌کوشش دکتر محمد مرادی، انتشارات نوید، شیراز، ۱۳۹۶.

## برخی از نشان‌ها و جوایز
- دریافت نخستین نشان علمی خیّام، اردیبهشت ۱۳۹۷.[۴]
- دریافت کرسی پژوهشی «حافظ» از سوی بنیاد علم ایران (صندوق حمایت از پژوهشگران و فناوران ایران)، اسفند ۱۳۹۵.
- برندهٔ جایزهٔ هشتمین دورهٔ جشنوارهٔ نقد کتاب، مقالهٔ «نقد و بررسی سه کتاب از نویسندگان غیر ایرانی با موضوع تاریخ ادبیات ایران»؛ آذر ۱۳۹۰.
- برندهٔ جایزهٔ کتاب سال حافظ، کتاب «راهنمای موضوعی حافظ شناسی» مراسم یادروز حافظ، ۲۰ مهر ۱۳۸۹.
- برندهٔ جایزهٔ مدیر قطب علمی برتر کشور (قطب علمی «پژوهش‌های فرهنگی و ادبی فارس»)، دهمین جشنوارهٔ پژوهش کشور، ۲۵ آذر ۱۳۸۸، تهران، سالن اجلاس سران.
- برندهٔ جایزهٔ «شاعر برگزیدهٔ کشور»، سومین جشنوارهٔ بین‌المللی شعر فجر، ۱۰ اسفند ۱۳۸۷، تهران، تالار وحدت.
- برندهٔ جایزهٔ کتاب برگزیدهٔ سال ۸۳ در حوزهٔ تحلیلی فرهنگی ادبی (برای «گونه‌های نوآوری در شعر معاصر ایران»)، در جشن فرهنگ فارس.
- برندهٔ جایزهٔ «کتاب نمونهٔ شعر معاصر» (کتاب «رنگ از رخ تمام قلم‌ها پریده‌است») در جشن فرهنگ فارس، آذر ۱۳۸۳.
- برندهٔ جایزهٔ «نویسنده و شاعر برگزیدهٔ کشوری» در مراسم هفتهٔ کتاب، تهران، ۱۹ آذرماه ۱۳۸۲.
- برندهٔ جایزهٔ کتاب سال سعدی، برای کتاب «فرهنگ سعدی پژوهی» مراسم یادروز سعدی، اول اردیبهشت ۱۳۸۱.

## برخی از فعالیت‌های علمی ـ اجرایی
- سردبیر مجلهٔ علمی پژوهشی «مطالعات ادبیات کودک»، دانشگاه شیراز، از ۸۸٫۱۱٫۱۵.
- مدیر قطب علمی «پژوهش‌های فرهنگی و ادبی فارس»، از فروردین ۱۳۸۴.
- مدیر قطب علمی «شاعران و نویسندگان فارس»، از ۸۳٫۸٫۲۳.
- مؤسس مرکز سعدی‌شناسی و مدیر آن مرکز، از سال ۱۳۷۵ تا ۱۳۷۸.
- مؤسس مرکز حافظ‌شناسی و مدیر و عضو هیأت مدیره آن مرکز، از سال ۱۳۷۵.

## نمونهٔ اشعار

### صدای یخ زده
دست مرا بگیر و دلم را تکان بده
یعنی کمی به هیکل این مرده جان بده

تا وا شود کمی یخ این جان منجمد
در زیر زلف خویش مرا آشیان بده

تا وا شود دوباره کمی چشم و گوش من
از پشت پرده، گوشه‌ی چشمی نشان بده

تاریک مانده ام کف این دخمه‌ی نمور
از گوشه‌ی دریچه کمی آسمان بده

یخ میزند صدای من از سوز این سکوت
حرفی بزن، دوباره تنم را توان بده

شاید دوباره زنده شد این مرد منجمد
یک بوسه‌اش از آن لب معجزنشان بده